# Ancylorhynchus unifasciatus
Ancylorhynchus unifasciatus là một loài ruồi trong họ Asilidae. Ancylorhynchus unifasciatus được Loew miêu tả năm 1858. Loài này phân bố ở vùng nhiệt đới châu Phi.